# Kuschakewiczia turkestanica
Kuschakewiczia turkestanica är en strävbladig växtart som beskrevs av Eduard August von Regel och Smirn. Kuschakewiczia turkestanica ingår i släktet Kuschakewiczia och familjen strävbladiga växter. Inga underarter finns listade i Catalogue of Life.